# Intruder (Band)
Intruder ist eine US-amerikanische Thrash-Metal-Band aus Nashville, Tennessee. Zu Anfang nannte sie sich noch Transgresser und war noch eine vierköpfige Coverband. Nach dem Vertragsabschluss bei Metal Blade, stieß Greg Messicks als zweiter Gitarrist zur Band.
Die Band war relativ kurzlebig. Intruder veröffentlichte von 1987 bis 1991 drei Studioalben und zwei EPs, bevor die Band sich 1992 auflöste. Seitdem hat sich die Band einige Male wieder zusammengefunden um bei Liveshows aufzutreten.

## Geschichte
Die Band wurde eigentlich schon im Jahre 1984 gegründet, jedoch unter dem Namen Transgresser. Sie veröffentlichten Demos in den Jahren 1984 und 1986, welche später auf dem Re-Release des Debütalbums erscheinen sollten. Nach einigen Namenswechseln entschied man sich schließlich für den Namen Intruder. Das Debütalbum Live To Die wurde bei dem Label Ironworks und bei Azra Records (einem kleinen Independent-Label) 1987 veröffentlicht. Bei der Veröffentlichung von Live To Die war die Band noch vierköpfig und sie war dem Speed-Metal zuzuordnen.
Die Band unterschrieb bei Metal Blade Records im Jahre 1989. Zu dieser Zeit trat Gitarrist Greg Messick der Band bei. Intruder veröffentlichten das zweite Album A Higher Form Of Killing im Jahre 1989, nun jedoch zu fünft. Der Klang der Band bewegte sich weg vom Speed-Metal hin zum Thrash-Metal. Intruder veröffentlichten 1990 eine sehr seltene EP mit dem Namen Escape From Pain. Sie enthielt Songs, die auf vorherigen Alben bereits enthalten waren, sowie ein Cover des Liedes 25 or 6 to 4 von Chicago. Sie enthielt nur den Titelsong als neues Lied. Escape From Pain war die einzige Veröffentlichung bei Metal Blade die nicht auf allen drei Formaten CD, Lassette und Vinyl veröffentlicht wurde.
1991 veröffentlichten Intruder ihr letztes Studioalbum Psycho Savant. Es war die einzige Veröffentlichung bei Metal Blade, die alle Originalsongs enthielt. Der Stil der Band näherte sich nun mehr dem Progressive-Thrash-Metal an. Nach fünf Jahren mit erfolglosen Veröffentlichungen, trennte sich die Band 1992. In einem Interview im Jahre 2006, sagte Gitarrist Greg Messick, dass die Band versucht habe, zusammen zu bleiben, nachdem sie ihren Vertrag bei Metal Blade verloren hatten. Dies war jedoch durch notwendig Änderungen in der Besetzung nicht möglich. Sänger Jimmy Hamilton antwortete auf die Frage, warum die Band sich getrennte habe, folgendermaßen:

„Wir wurden von Metal Blade mitten in der Tour einfach fallen gelassen, gerade dann, als wir die Charts erreicht hatten. Obwohl wir so lange zusammen waren, gab es keine 'Liebe', genau wie in einer Ehe und so sagten wir 'Diese Ehe muss für eine Weile aufhören. Wir müssen uns beraten.'“

Intruder machte beeindruckend viele Touren während ihrer kurzen Karriere. Obwohl es kaum Promotion gab, war es für Intruder möglich bei jeder Veröffentlichung Touren durch die USA, Kanada und Mexiko zu halten. Sie traten zusammen mit Bands wie Helstar und Morbid Angel auf. 2002 vereinigte sie die Band wieder und spielte von Zeit zu Zeit einige Konzerte. Sie war Headliner vom Classic Metal Fest in Ohio im Jahre 2002 und waren Co-Headliner bei dem Headbangers Open Air in Deutschland. Auch nahmen sie am Keep It True Festival in Deutschland teil.

## Stil
Der Klang ihrer Werke wird als eine Mischung aus Thrash-Metal und Power-Metal beschrieben. Charakteristisch sind zudem die teilweise hohe Geschwindigkeit der Lieder und deren vielseitiger und melodischer Gesang, der teilweise von Shouts unterbrochen wird. Typisch für die Band ist auch die lange Spieldauer der einzelnen Lieder, die meist über 6 Minuten lang ist. Vergleichbar sind Intruder mit anderen Thrash-Metal-Bands wie Overkill und Heathen.

## Diskografie
Studioalben
- 1987: Live to Die
- 1989: A Higher Form of Killing
- 1991: Psycho Savant

EPs
- 1987: Cover Up / Cold Blooded Killer
- 1990: Escape From Pain[9]